# Округ Вилијамсбург (Јужна Каролина)
Округ Вилијамсбруг (енгл. Williamsburg County) је округ у америчкој савезној држави Јужна Каролина. По попису из 2010. године број становника је 34.423.

## Демографија
Према попису становништва из 2010. у округу је живело 34.423 становника, што је 2.794 (7,5%) становника мање него 2000. године.
| Група             | 2000.          | 2010.          |
| Белци             | 12.101 (32,5%) | 10.725 (31,2%) |
| Афроамериканци    | 24.660 (66,3%) | 22.637 (65,8%) |
| Азијати           | 73 (0,2%)      | 138 (0,4%)     |
| Хиспаноамериканци | 273 (0,7%)     | 689 (2,0%)     |
| Укупно            | 37.217         | 34.423         |